# 살아있다
《#살아있다》(영어: #Alive)는 2020년 6월 24일에 개봉한 대한민국의 좀비 스릴러 드라마 영화다. 맷 네일러의 시나리오 〈Alone〉를 원작으로 조일형이 감독과 각색을 맡았다. 공개 전 잠정 제목은 《#얼론》(영어: #ALONE)이었다.

## 출연진
- 유아인 - 오준우 역[1]
- 박신혜 - 김유빈 역[1]
- 이현욱 - 상철 역[1]
- 김훈만 - 상철 형 역
- 이채경 - 마스크 남 부인 역[1]
- 전운종 - 소방관 감염자 역
- 이규호 - 덩치 큰 감염자 역[1]
- 이유진 - 경찰 감염자 1 역
- 강현구 - 경찰 감염자 2 역
- 이승창 - 경찰 감염자 3 역
- 김다영 - 경찰 감염자 4 역
- 장지건 - 라면 광고 모델 역
- 소희정 - 준우 어머니 역
- 오혜원

## 줄거리
2020년, 대한민국 전체에 의문의 바이러스가 퍼진다. 의문의 바이러스에 감염되면 온몸에서 피가 흘러나오고 난폭해지며, 심지어 식인까지 한다. 준우가 의문의 감염병을 피하며 하루하루 집에서 살아가고 있을 때, 앞 동에 사는 유빈과 눈이 마주쳤다. 유빈과 밧줄로 여러 가지 유용한 물품들을 주고받았다. 준우와 유빈은 생존 물품을 찾기 위해 8층을 수색하던 중 좀비들에게 둘러싸여 위험에 빠진다. 다행히 의문의 남자가 구해주었지만, 그의 의도는 의문의 감염병에 감염된 아내의 밥으로 준우와 유빈을 주려는 것이었다.그 마스크 남자는 상황을 파악하기 위해 아내가 있는 방으로 갔다.그순간 아내가 마스크 남자를 덮쳤다. 유빈은 주운 총으로 마스크 남자와 그의 아내를 쐈다. 좀비가 될 뻔한 상황에서 빠져나온 준우와 유빈은 구조헬기를 발견하고 옥상으로 올라가 의문의 감염병이 퍼진 아파트에서 빠져나오는데 성공한다.

## 평가
- 네이버 영화 : 7.82[4][5]
- 다음 영화 : 5.1[4][6]

6점
살아남아야 희망이 따른다.— 김성훈, 씨네21  1262호

4점
설정과 이야기만 있고 플롯이 없을 때— 이용철, 씨네21  1262호

6점
할리우드 재난 생존영화의 공식에 좀비 변수 더하기.— 이주현, 씨네21  1262호

6점
디지털 시대의 재난 생존기— 조현나, 씨네21  1262호

## 추석&설날 특집
- 2021년 9월 17일 SBS 추석특집 - #살아있다

## 같이 보기
- 2020년 대한민국의 영화 목록